# Leslie Gagne
 Leslie Roger Gagne (ur. 27 grudnia 1906 w Montrealu, zm. 1 czerwca 1962) – kanadyjski skoczek narciarski, uczestnik Zimowych Igrzysk Olimpijskich 1932 w Lake Placid.

## Igrzyska olimpijskie
Uczestniczył w Zimowych Igrzyskach Olimpijskich 1932 w Lake Placid. Na tych igrzyskach wystąpił w zawodach na skoczni normalnej K-61. Zawody ukończył na 30. miejscu wśród 34 zawodników biorących udział w konkursie.
Były to jego jedyne igrzyska w karierze.
Jego młodszy brat Norman startował w skokach narciarskich na zimowych igrzyskach olimpijskich w 1936 w Garmisch-Partenkirchen.